# Parte de vorbire neflexibilă
Parte de vorbire neflexibilă este aceea care nu își modifică forma în contextul comunicării.

## În limba română
Părțile de vorbire neflexibile existente în limba română sunt:
- adverbul
- conjuncția
- interjecția
- prepoziția